# شينوسية بالنسية
شينوسية بالنسية (الاسم العلمي:Schinopsis balansae) هي نوع من النباتات تتبع جنس الشينوسية من الفصيلة البطمية.